# Słona
Słona – wieś w Polsce, położona w województwie małopolskim, w powiecie tarnowskim, w gminie Zakliczyn.
| SIMC    | Nazwa        | Rodzaj    |
| ------- | ------------ | --------- |
| 0837130 | Bartnik      | część wsi |
| 0837146 | Ciepielówka  | część wsi |
| 0837152 | Czarny Potok | część wsi |
| 0837169 | Nowa Wieś    | część wsi |
| 0837175 | Pobrzezie    | część wsi |

W latach 1975–1998 wieś administracyjnie należała do województwa tarnowskiego.
We wsi urodził się bł. o. Krystyn Gondek OFM.